# Dương Hùng (Thủy hử)

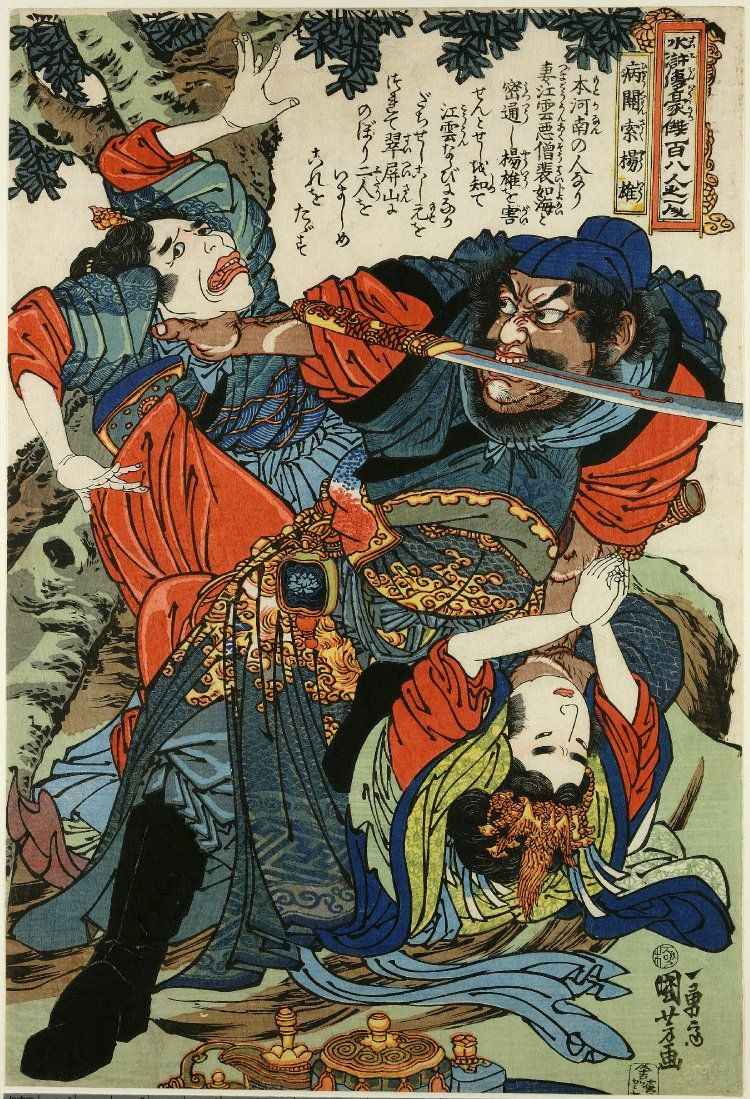
Hồi 45 - Núi Thúy Bình, Dương Hùng giết vợ

Dương Hùng (chữ Hán: 楊雄) là một nhân vật hư cấu trong tác phẩm Thủy hử. Ông có biệt hiệu là Bệnh Quan Sách (病关索, Quan Sách ốm), làm nghề gác lao ở Kế Châu. Ông là đầu lĩnh thứ 32 trong 108 đầu lĩnh Lương Sơn Bạc, được sao Thiên Lao Tinh (chữ Hán: 天牢星, tiếng Anh: Secure Star) chiếu mệnh.

## Nguyên mẫu
Nhân vật Dương Hùng được lấy nguyên mẫu từ nhân vật Quan Sách, con trai của đại tướng Quan Vũ thời Tam Quốc.

## Tiểu sử
Sau khi bị giáng chức ở Kế Châu, Dương Hùng đi qua một quán rượu thì một bọn cướp trong quán xông ra đòi tiền uống rượu đánh bạc. Ông không cho, bị chúng đánh đập ngay giữa chợ. Đúng lúc đó một tiều phu đốn củi tên Thạch Tú đi qua xông vào cứu mạng. Dương Hùng cảm tạ ơn cứu mạng của Thạch Tú và nghe nói Thạch Tú hiện tại đang sống một mình, không nơi nương tựa, bèn cho anh ta ở trọ nhà mình.
Vợ Dương Hùng - tiểu thư Phan Xảo Vân vốn là một dâm phụ lẳng lơ. Vào ngày giỗ của chồng cũ, bà lừa lúc Dương Hùng đi vắng, khi các hoà thượng tới nhà làm lễ, bà ngoại tình với nhà sư Bùi Như Hải. Chuyện đó bị Thời Thiên - một tên trộm là thuộc hạ của Dương Hùng phát hiện và nói với Thạch Tú. Thạch Tú đem chuyện nói lại với Dương Hùng. Ông quyết định sẽ hỏi tội vợ, nhưng một đêm do uống quá say, không kiểm soát được mình, ông nói hết ra những lời của Thạch Tú trước mặt Phan Xảo Vân làm bà sợ hãi. Bà vội vàng che giấu sự thật bằng cách vu oan lại cho Thạch Tú, khiến Dương Hùng nổi giận đuổi Thạch Tú đi. Đến đêm Thạch Tú rình chờ gã Bùi Như Hải đến tư thông với Phan Xảo Vân rồi giết chết hắn ngay sau nhà, thu gom đủ nhân chứng và nói lại với Dương Hùng lần nữa. Dương Hùng bình tĩnh lại, cùng Phan Xảo Vân lên núi Thuý Bình. Dọc đường Phan Xảo Vân bỏ trốn và bị Thạch Tú bắt gặp. Dương Hùng hỏi tội và giết chết bà. 

## Gia nhập Lương Sơn Bạc
Sau khi gây án, Dương Hùng cùng Thạch Tú và Thời Thiên bàn lên xin gia nhập Lương Sơn Bạc. Chẳng may giữa đường Thời Thiên bị bắt bởi Chúc gia trang, Dương Hùng bèn cầu cứu Phác Thiên Bằng Lý Ứng, Lý Ứng đánh không nổi bèn lên cầu Lương Sơn Bạc. Tiều Cái nghe chuyện nổi giận muốn đem Dương Hùng và Thạch Tú ra chém, tuy nhiên có Tống Giang(tức Tống Công Minh) đứng ra khuyên giải nên mới được tha, sau đó Tống Giang dẫn quân đi đánh Chúc gia trang, Thời Thiên được cứu và cả ba người gia nhập Lương Sơn Bạc.

## Cái chết
Về sau trong trận đánh Liêu, Dương Hùng đã giết một viên đại tướng của giặc và lập công cho quân đội Lương Sơn Bạc.
Sau trận đánh Phương Lạp,dọc đường ông ốm nặng qua đời.

## Trong Đãng Khấu Chí
Tại hồi 40, khi quân Viên Tý đánh thành Duyễn Châu, Dương Hùng theo kế của Ngụy Phụ Lương (vốn là gian tế của quân Viên Tý) dẫn quân đến kiêu chiến Chúc Vĩnh Thanh. Vĩnh Thanh đã biết kế cho ba quân ra đánh. Dương Hùng thấy Lệ Khanh thì trong lòng lo sợ, tinh thần bủn rủn. Quân Viên Tý khí thế ào ạt xông lên. Dương Hùng theo kế vờ kéo quân bỏ chạy.
Dương Hùng chạy đến hang Mại Lý, bốn phương mây đen kéo đến, trời tối như mực. Chân Đại Nghĩa (vốn cũng là gian tế phen Viên Tý) thấy Dương Hùng chạy vào hang thì mừng lắm, lệnh quân sỹ lăn gỗ đá bít kín cửa hang, tên bắn loạn xạ. Dương Hùng và hơn ngàn quân bị bắn chết trong hang.